# A nagy fehér
A nagy fehér (eredeti cím: Great White) 2021-ben bemutatott ausztrál túlélő horrorfilm, melynek rendezője Martin Wilson, forgatókönyvírója Michael Boughen, producerei Neal Kingston és Michael Robertson, valamint executive producerei Jack Christian és Christopher Figg. A főszerepben Katrina Bowden, Aaron Jakubenko, Tim Kano, Te Kohe Tuhaka és Kimie Tsukakoshi látható. A filmben egy hidroplán öt utasa leszállás után egy gumitutajon reked mérföldekre a parttól, miközben két fehér cápa köröz a közelükben. 
A filmet az Amerikai Egyesült Államokban 2021. július 16-án mutatták be a mozikban és Video on Demand platformon keresztül. Magyarországon DVD-n jelent meg szinkronizálva.

## Cselekmény
Egy hidroplánt birtokló szerelmespár, Kaz Fellows és barátja, Charlie Brody, valamint utasaik, Joji Minase, a felesége, Michelle és a szakács Benny a festői Pokol-zátonyhoz repülnek. Leszálláskor egy holttestet fedeznek fel, amelyet egy feltételezett cápatámadás után mosott partra a víz. Jelentik a parti őrségnek, de a férfi mobiltelefonján lévő képből arra a következtetésre jutnak, hogy van egy barátnője is.
Benny és Charlie ráveszi a többieket, hogy kutassák fel a jachtot, amelyen a pár tartózkodott, hátha a nő túlélte. Joji reménytelennek látja a tervet, és tiltakozik az ellen, hogy őt veszélynek tegyék ki. Végül mind az öten elrepülnek az eltűnt, sérült jacht keresésére. Megtalálják a felborult jachtot, és Benny alámerül, hogy megvizsgálja a roncsot, hátha a lány csapdába esett benne. Megtalálja a lány részben elfogyasztott holttestét, és visszatér a hidroplánhoz, mire a nagy fehér cápa megjelenik, és megtámadja a hidroplán egyik úszótalpát. A hidroplán süllyedni kezd, ezért mind az öten elindulnak a gép mentőtutajához.
Az áramlattal sodródva Charlie megpróbál eligazodni a mentőtutaj gyenge iránytűjével. Michelle és Joji váltják egymást a gumitutaj evezésében, de Michelle elalszik, és elveszíti az egyik evezőt. Kaz beugrik a vízbe, és visszaszerzi az evezőt. Joji féltékenykedni kezd Bennyre, mert bámulja a feleségét, emiatt dulakodni kezdenek, és Joji belelöki Bennyt a vízbe, a nagy fehér pedig megtámadja és megöli. A cápa ezután megtámadja a tutajt, és mindenkit a vízbe borít. Joji meghal, miközben próbál visszaúszni.
Ellátmány nélkül és csak egy evezővel, Michelle, Kaz és Charlie a kezükkel próbálnak evezni. A cápa ismét felbukkan, Charlie viszont észreveszi, hogy még egy cápa van a közelben. Kaz a vízbe esik, de sikerül sértetlenül visszajutnia a tutajba. Napkeltekor Michelle észreveszi a szárazföldet a közelben, azonban a tutajuk ekkorra már teljesen leereszt. Mivel rájönnek, hogy biztosan elsüllyednek, és mindkét cápának ki lesznek szolgáltatva, Charlie és Kaz úgy döntenek, hogy megpróbálják elterelni az állatok figyelmét, hogy Michelle partra tudjon jutni.
Kaznak sikerül eltalálnia az egyik cápát egy jelzőrakétával, Charlie pedig a késével átszúrja annak szemét és agyát, amivel megöli. Közben Michelle-nek sikerül feljutnia egy régi hajóroncs rozsdás roncsdarabjára. 
Charlie utántölti a jelzőrakéta pisztolyának tárát, majd megpróbálja kiiktatni a megmaradt cápát. Miközben átöleli Kazt, a nő észreveszi a közeledő cápát. Charlie megfordul, hogy lőjön, de elvéti, a cápa pedig megtámadja és megöli. Kaznak sikerül elmenekülnie Michelle-hez. A nagy fehér cápa közelebb érve mindkét nőt a vízbe löki. Kaz még egyszer megpróbálja elterelni a cápa figyelmét, miközben Michelle a part felé úszik.
Kaz a sérült hajóroncsban rejtőzik el, amikor a cápa megtámadja. Azonban a cápa egy fémdarab miatt csapdába esik. Kaz nem tudja elérni a légzőkészülékét, ezért eszméletlen állapotba sodródva majdnem megfullad. Mielőtt azonban feladná, Michelle visszatér, és szájból szájba lélegeztetéssel sikerül újraélesztenie Kazt. Kaz akcióba lendül, és sikerül kimozdítania a szerkezet egy részét, amivel felnyársalja a cápát. Kaz és Michelle kiúszik a partra, és eltűnődnek a megmenekülésükön.

## Szereplők
| Szerep               | Színész            | Magyar hang     |
| -------------------- | ------------------ | --------------- |
| Kaz Fellows          | Katrina Bowden     | Vadász Bea      |
| Charlie Brody        | Aaron Jakubenko    | Szabó Máté      |
| Joji "Joe" Minase    | Tim Kano           | Harcsik Róbert  |
| Michelle Minase      | Kimie Tsukakoshi   | Roatis Andrea   |
| Benny                | Te Kohe Tuhaka     | Király Attila   |
| Luke, Tracy férje    | Jason Wilder       | Horváth Gergely |
| Tracy, Luke felesége | Tatjana Marjanovic | Molnár Ilona    |

## Megjelenés
A film 2021. május 7-én került a mozikba Spanyolországban, 2021. május 13-án pedig az Egyesült Arab Emírségekben. A tervezett bemutató a mozikban, valamint Video on Demand és digitális platformokon 2021. július 16-án jelent meg az Amerikai Egyesült Államokban.

## Bevétel
A nagy fehér Spanyolországban 348 566 dollárt, az Egyesült Arab Emírségekben 168 087 dollárt hozott, világszerte pedig összesen 635 058 dollár bevételt ért el.

## Fordítás
- Ez a szócikk részben vagy egészben  a   Great White (2021 film) című angol Wikipédia-szócikk fordításán alapul.  Az eredeti cikk szerkesztőit annak laptörténete sorolja fel. Ez a jelzés csupán a megfogalmazás eredetét és a szerzői jogokat jelzi, nem szolgál a cikkben szereplő információk forrásmegjelöléseként.